# Solanum sitiens
Solanum sitiens là loài thực vật có hoa trong họ Cà. Loài này được I.M. Johnst. miêu tả khoa học đầu tiên năm 1929.